# Bianca Brad
Bianca Brad (* 27. Januar 1968 in Bukarest, Rumänien) ist eine rumänische Schauspielerin und Sängerin.

## Leben und Wirken
Bianca Brad machte ihre Schauspielausbildung von 1988 bis 1992 an der Theater- und Film-Akademie Bukarest und in den Jahren 1995 und 1996 am Lee Strasberg Theatre and Film Institute in New York City. 1990 gewann sie den Schönheitswettbewerb zur Miss Princess of Beauty Romania.
Die Schauspielerin wirkte zu Beginn vorwiegend in rumänischen Filmproduktionen mit. Später war sie auch häufig in deutschen Filmen und Fernsehserien zu sehen.
Der frühe Tod einer Tochter bewegte Bianca Brad 2008 zur Gründung der Hilfsorganisation E.M.M.A (Eternul Miracol Materna Alinare), die sich der Mütter verstorbener Kinder annimmt.
Bianca Brad hat einen Sohn und lebt in Bukarest.

## Filmografie (Auswahl)
- 1986: Domnisoara Aurica
- 1987: Duminica în familie
- 1990: Pasaj
- 1993: Glückliche Reise – Jamaica (Fernsehreihe)
- 1994: Glückliche Reise – Hongkong (Fernsehreihe)
- 1995: Glückliche Reise – Phuket (Fernsehreihe)
- 1994: Lutz & Hardy (Fernsehserie, 1 Folge)
- 1999: Straight Shooter
- 1999: Angriff der Weltraumvampire[3]
- 2004: Modigliani
- 2016: StreetDance: New York

## Diskografie (Auswahl)
- 1995: We’re dancing! (maxi CD)